# Municipio de Tepeyahualco
El municipio de Tepeyahualco (del nahuatl: tepetl, yahualtec, co ‘cerro, redondo, en’‘En el cerco de cerros o redondez de cerros’) es uno de los 217 municipios que conforman al estado mexicano de Puebla. Cuenta con 19 200 habitantes según el Instituto Nacional de Estadística y Geografía. Fue fundado en 1556 y su cabecera municipal es la ciudad de Tepeyahualco. Se encuentra a 90 km de la Ciudad De Puebla y a 172 km de la Ciudad De México.

## Geografía
El municipio se encuentra a una altitud promedio de 2340 m s. n. m. y abarca un área de 451.968 km². Colinda al norte con el municipio de Chignautla, al oeste con el municipio de Libres y Cuyoaco, al sur con Guadalupe Victoria, Oriental y el municipio de San Nicolás Buenos Aires y al este con Xiutetelco y el estado de Veracruz. Perteneciendo a la región de Serdán y valles centrales del estado de Puebla.
Territorialmente está formado por una superficie total de 451.968 km². Debido a que pertenece a dos regiones morfológicas, una son los llanos de San Juan y la otra es la Sierra Norte, su topografía es plana pero podrán encontrar algunas cerros pequeños lo cual provoca que su altitud vaya de 2,400 a 3,000 metros sobre el nivel del mar.

## Demografía
De acuerdo al último censo, realizado por el INEGI en 2020, en el municipio hay una población total de 19 200 habitantes (48.8% hombres y 51.2% mujeres), lo que le da una densidad de población aproximada de 42 habitantes por kilómetro cuadrado. En comparación con el 2010 la población tuvo un crecimiento de un 17.1%.
Los rangos de edad que concentraron mayor población fueron 10 a 14 años (2,007 habitantes), 5 a 9 años (1,975 habitantes) y 0 a 4 años (1,920 habitantes). Entre ellos concentraron el 30.7% de la población total.

## Hablantes de lengua indígena
La población de 3 años y más que habla al menos una lengua indígena fue 36 personas, lo que corresponde a 0.19% del total de la población de Tepeyahualco.
Las lenguas indígenas más habladas fueron Náhuatl (27 habitantes), Totonaco (3 habitantes) y Tlapaneco (3 habitantes).

## Importancia histórica
El municipio de Tepeyahualco posee un importante sitio arqueológico llamado Cantona y su Museo del Sitio. Las ruinas sugieren que esta ciudad prehispánica era residencia de varios pueblos de origen olmeca, teotihuacano, náhuatl y maya. Bajo el Imperio Español, Tepeyahualco fue fundada por Gastón de Peralta, el Virrey de la Nueva España, el 26 de agosto de 1556.

## Niveles de escolaridad en el 2020
En 2020, los principales grados académicos de la población de Tepeyahualco fueron Primaria (5.6k personas o 46.1% del total), Secundaria (3.69k personas o 30.4% del total) y Preparatoria o Bachillerato General(1.99k personas o 16.4% del total).
La tasa de analfabetismo de Tepeyahualco en 2020 fue 9.53%. Del total de población analfabeta, 44.8% correspondió a hombres y 55.2% a mujeres.